# خانه‌های بریم شماره ۲۱۶
خانه‌های بریم شماره ۲۱۶ مربوط به دوره پهلوی دوم است و در شهرستان آبادان، بخش مرکز ی، منطقه مسکونی بریم، پلاک ۲۱۶ واقع شده و این اثر در تاریخ ۶ اسفند ۱۳۸۵ با شمارهٔ ثبت ۱۷۴۱۲ به‌عنوان یکی از آثار ملی ایران به ثبت رسیده است.